# 达特茅斯会议
達特茅斯夏季人工智慧研究計劃（英語：Dartmouth Summer Research Project on Artificial Intelligence）由约翰·麦卡锡等人于1956年8月31日发起，旨在召集志同道合的人共同讨论“人工智能”（此定义正是在那时提出的）。会议持续了一个月，基本上以大范围的集思广益为主。这催生了后来人所共知的人工智能革命。

## 發起歷史
约翰·麦卡锡是這場會議的最初提議者，他當時任教於达特茅斯学院。正式的會議發起人有四位。

## 发起人
- 约翰·麦卡锡（J. McCarthy）：当时是达特茅斯学院数学助理教授
- 马文·闵斯基（M. L. Minsky）：哈佛大学数学与神经学初级研究员
- 纳撒尼尔·罗切斯特（N. Rochester）：IBM信息研究主管
- 克劳德·香农（C. E. Shannon）：贝尔电话实验室数学家

## 與會者
- 司馬賀
- 艾倫·紐厄爾
- Ray Solomonoff
- 奧利弗·塞爾弗里奇
- Trenchard More
- 亞瑟·李·塞謬爾

## 主要议题
会议设定了七个议题，分别为
- 自动计算机
- 如何对计算机进行编程以使用语言
- 神经网络
- 计算规模理论
- 自我改进
- 抽象
- 随机性与创造性